# 马克·戴维斯 (田径运动员)
马克·戴维斯（英語：Mark Davies，1960年6月30日—2011年1月9日），澳大利亚男子田径运动员。他曾代表澳大利亚参加1984年、1988年、1992年、1996年和2000年夏季残疾人奥林匹克运动会田径比赛，获得二枚金牌。